# Најстарија кућа у Београду
Најстарија кућа у Београду се налази у улици Цара Душана број 10 и данас се налази под заштитом државе као споменик културе („Сл. лист града Београда“ бр. 16/87). Градња најстарије сачуване зграде у Београду почела је 1724. и завршила се 1727. године у барокном стилу, за време аустријске владавине Београдом (1718—1739, градитељ је био Швајцарац Никола Доксат де Морез (инжењер и пуковник аустријске војске), који је имао задатак да обнови и ојача Калемегданско утврђење по наређењу принца Виртенберкшког (в. о његовој барокној Касарни на Обилићевом венцу). Градитељ Никола Доксат де Морез трагично је настрадао подно зидина Калемегдана, пошто су га аустријске царске власти оптужиле за велеиздају и погубиле. У записима хроничара забележено је да је његовим погубљењем требало да се прикрије тачна локација тајних пролаза који су водили у тврђаву и из ње. Испред куће је трамвајска станица.
Поред ове, до тридесетих година 20. века постојале су још две зграде изграђење у истом периоду, али су у међувремену срушене. Зграде су биле повезане подрумима и наводно лагумима са тунелом ка тврђави, а овај објекат је био други по реду у низу од првобитно изграђених 7 објеката резиденцијалног карактера. Подрум се протеже дужином целог плаца испод целе куће. Сводови у кући су направљени лучно што се може видети и по излогу продавнице „Стаклопана“ која прати линију свода. Подрум је такође направљен лучно са сводовима и гарантује стабилност целог објекта већ скоро 300 година. Највиша тачка подрума је 4 метра, а ниво дунавске воде се, по мерењу Пијазовог бунара, налази 5 метара од доњег нивоа подрума.
Зграда се помиње као кућа и радионица угледног варошанина, ременског мајстора Елијаса Флајшмана, који је био и саветник у општинском већу. Нема пуно података доступних јавности о променама власника, али се зна по сведочењу са фотографија да се у приземном делу зграде увек обављала нека занатска делатност од када се Аустроугарска монархија повукла из Београда у 18 веку.

## Половина XX века
До половине 1950. године и национализације, експропријације, у приземном делу је била продавница а у подруму се налазила позната текстилна радионица „Народни Херој Анђа Ранковић“, из које је касније настао чувени текстилни гигант „БЕКО“ у новоизграђеном објекту неколико стотина метара удаљен од ове куће. Анђа Ранковић била је прва супруга Александра Ранковића (1909—1983) познатог као Марко или Лека, друштвено-политичког радника, потпредседника СФРЈ, народног хероја Југославије, једне од централних фигура оснивања ОЗНЕ и кључне личности свих тајних и полицијских управа у периоду после 1945. године. Анђа је била активна као секретар партијске ћелије у радничком покрету подружница свих кројачких, текстилних и абаџијских радионица. Тако је и упознала свог будућег супруга Александара који је у то време такође био текстилни радник и с којим је имала сина Мирослава — Мићу. Погинула је у борби у околини Гацка и постхумно је проглашена за народног хероја. Била је савременик и сарадник многих истакнутих личности који су обележили новију српску историју.

## Крај XX века и почетак XXI века
До скора је у овој кући била пекара, иначе својевремено прва радња која је у СФРЈ почела са 24-часовним радним временом 365 дана годишње, а њен власник, Београђанин, Ђорђе А. Илић (1947—2004), био је сарадник Радована Караџића, оснивач и први председник уније пекара, првог еснафског удружења такве врсте од 1945. године, које је познато по својим несебичним доприносима и помоћи најугроженијима.
Од 19. фебруара 2008. године, у приземљу зграде се поново налази пекара-пицерија.